# Donji Ramići
Donji Ramići (szerbül: Доњи Рамићи) régen szerb, ma bosnyák falu Bosznia-Hercegovinában, a Bosznia-hercegovinai Föderáció Una-Szanai kantonjában, Ključ községben. 

## Fekvése
Bosznia-Hercegovina nyugati részén, Bihácstól légvonalban 73, közúton 92 km-re délkeletre, Ključtól 7 km-re északnyugatra, a Ključról Sanski Most felé menő főút mentén fekszik. 

## Népessége
| Nemzetiségi csoport | Népesség 1991 | Népesség 2013 |
| ------------------- | ------------- | ------------- |
| Szerb               | 173           | 0             |
| Bosnyák             | 2             | 23            |
| Horvát              | 24            | 0             |
| Jugoszláv           | 8             | 0             |
| Egyéb               | 5             | 0             |
| Összesen            | 212           | 23            |

## Története
Donji Ramići neve régen Zagradje volt és szinte kizárólag ortodox szerbek lakták. Zagradje 1878-ig tartozott az Oszmán Birodalomhoz, majd az Osztrák-Magyar Monarchia része lett. 1879-ben az első osztrák-magyar népszámlálás során Zagradjén 56 házat és 368 ortodox szerb lakost számláltak. 1910-ben a településen 100 házat, 48 katolikus horvát és 668 ortodox szerb lakost számláltak. A monarchia szétesésével 1918-ben előbb a Szerb-Horvát-Szlovén Királyság, majd 1929-től a Jugoszláv Királyság része. 1921-ben 108 házat és 777 lakost számláltak itt. A második világháború idején 1941. július 31. és augusztus 1. között a falu szörnyű napokat élt át, amikor az usztasák lerohanták és teljesen felégették a települést. A falu lakosait részben megölték, részben a közeli Ključra hajtották. A ključi általános iskola és a közeli erdészeti igazgatóság épülete mellett az usztasa összesen 542 embert gyilkolt meg. 1945-től Zagradje a szocialista Jugoszlávia része volt.
A boszniai háború idején település 1995 szeptemberéig a szerb félkatonai egységek uralma alatt állt, amikor a Bosznia-Hercegovinai Hadsereg (ARBiH), a Horvát Védelmi Tanács (HVO) és a Horvát Hadsereg (HV) által vezetett közös akciók során elfoglalták. 1995-ben a Sana hadművelet során szerb lakossága a visszavonuló szerb csapatokkal együtt elmenekült és többé nem tért vissza. 2013-ban Donji Ramićinak 23 állandó lakosa volt, mind muszlimok.

## Nevezetességei
Ramići ortodox temploma 1859-ben épült, és a Boldogságos Szűz Mária Mennybemenetele tiszteletére szentelték fel. A templom fából készült. 1941-ben ezt a régi templomot lerombolták. Csak a harangtorony egy része maradt meg, amelyet 1968/69-ben újjáépítettek. A harangtornyot 1995 őszén lerombolták. 2023-ban kezdték meg újjáépítését.